# Constant Feith
Constant Willem Feith (Den Haag, 3 augustus 1884 – Bennekom, 15 september 1958) was een Nederlandse voetballer en cricketspeler, die gedurende zijn hele carrière voor het Haagse HVV uitkwam. Hij speelde acht interlands voor het Nederlands voetbalelftal. Na zijn voetbalcarrière werd hij rechter.

## Carrière
Feith begon zijn carrière in de jeugd van HVV uit zijn geboorteplaats Den Haag. Zijn doorbraak op seniorenniveau vond echter plaats bij het Leidse Ajax. Hij speelde hier het seizoen 1902/03 in verband met zijn opleiding aan het vlak bij Leiden gelegen Instituut Noorthey. Het latere kanon van HVV debuteerde op 12 oktober 1902 tegen HVV. Zijn eerste doelpunt maakte hij een week later in de thuiswedstrijd tegen Haarlem. Feith deed alle 5 thuiswedstrijden mee alsmede de uitwedstrijd tegen HVV op 16 november, waarin hij tevens scoorde. De directeur van Noorthey had zijn leerlingen verboden op zondag te voetballen. Na de eerste twee wedstrijden onder zijn eigen naam uitgekomen te zijn kwam hij ter voorkoming van problemen op school in het vervolg uit onder de schuilnaam Bijlevelt. Ook toen hij vanaf het volgende seizoen vaste eerste elftalspeler werd bij HVV speelde hij onder een schuilnaam. Twee jaar lang kwam hij uit als Tavebrello, een anagram van voetballer. Feith maakte in zijn debuutseizoen voor Ajax eveneens zijn debuut in het eerste elftal van HVV. Op 15 april 1903 werd hij als gastspeler opgesteld als midvoor in de vriendschappelijke wedstrijd tegen Southampton F.C. Hij stond bekend als een goalgetter; in het seizoen 1903-1904 scoorde hij in 25 wedstrijden 44 doelpunten, en drie seizoenen later had hij slechts 29 wedstrijden nodig om tot 53 goals te komen. In een treffen met de Bussumsche FC zou hij zelfs tien maal het doel hebben gevonden. Bij zijn afscheid van het eerste elftal - de 36-jarige aanvaller had last van een versleten knie - had hij 234 doelpunten op zijn naam staan. Dit hadden er nog meer kunnen zijn als hij niet vanaf eind 1911 voornamelijk als verdediger was gaan spelen.
Tijdens de zomermaanden, toen er geen voetbal werd gespeeld, was hij actief voor de aan HVV gelieerde cricketclub HCC, waar ook zijn broer Kees speelde. Hij haalde hier het tot het nationale team, maakte 4000 runs en nam ongeveer 100 wickets.

### Nederlands elftal
De Hagenaar kwam in acht interlands slechts twee keer tot scoren, aangezien hij vooral in de verdediging werd opgesteld. Bij zijn debuut op 29 april 1906 in de met 5-0 verloren uitwedstrijd tegen België, stond hij linksachter, evenals gedurende de Olympische Spelen van 1912. Enkel in 1907 werd hij tweemaal als voorhoedespeler opgesteld, waarop hij prompt twee doelpunten maakte. Op de spelen van 1912 in de Zweedse hoofdstad Stockholm won Feith met het Nederlandse elftal de bronzen plak, na in de troostfinale Finland met 9-0 te hebben verslagen. Eerder was Denemarken in de halve finale te sterk voor Oranje.

### Na het voetbal
Jhr. mr. C.W. Feith, broer van journalist Jan Feith en zoon van rechter Pieter Rutger Feith, was na zijn voetbalcarrière actief als rechter in Soerabaja in Nederlands-Indië, waar hij gedurende de Tweede Wereldoorlog in een jappenkamp werd opgesloten. Na de oorlog keerde hij terug naar Den Haag, om ook hier recht te spreken. Op 15 augustus 1958 overleed hij op 74-jarige leeftijd in Bennekom.

## Statistieken
Feith speelde van 1906 tot 1912 zes vriendschappelijke wedstrijden, waarin hij twee keer scoorde en twee duels op de Olympische Spelen van 1912 in Zweden. Van deze wedstrijden werden er vier gewonnen, drie verloren en één gelijkgespeeld.
| Nr. | Datum         | Locatie                       | Thuisploeg | Uitploeg  | Uitslag | Dp. | Verslag |
| --- | ------------- | ----------------------------- | ---------- | --------- | ------- | --- | ------- |
| 3.  | 29 april 1906 | Kielstadion, Antwerpen        | België     | Nederland | 5-0     | 0   |         |
| 6.  | 14 april 1907 | Kielstadion, Antwerpen        | België     | Nederland | 1-3     | 1   |         |
| 7.  | 9 mei 1907    | HFC-terrein, Haarlem          | Nederland  | België    | 1-2     | 1   |         |
| 27. | 16 maart 1912 | Anlaby Road, Hull             | Engeland   | Nederland | 4-0     | 0   |         |
| 28. | 24 maart 1912 | ZAC-terrein, Zwolle           | Nederland  | Duitsland | 5-5     | 0   |         |
| 29. | 28 april 1912 | DFC-terrein, Dordrecht        | Nederland  | België    | 4-3     | 0   |         |
| 30. | 29 juni 1912  | Stockholms Stadion, Stockholm | Zweden     | Nederland | 3-4     | 0   |         |
| 33. | 4 juli 1912   | Stockholms Stadion, Stockholm | Nederland  | Finland   | 9-0     | 0   |         |